# Lake Grace Shire
Koordinaten: 33° 6′ S, 118° 27′ O

Das Shire of Lake Grace ist ein lokales Verwaltungsgebiet (LGA) im australischen Bundesstaat Western Australia. Das Gebiet ist 11.886 km² groß und hat etwa 1260 Einwohner (2021).
Lake Grace liegt im westaustralischen „Weizengürtel“ im Südosten des Staates etwa 280 Kilometer südöstlich der Hauptstadt Perth. Das Shire besteht aus 20 Ortschaften und Ortsteilen: Beenong, Buniche, North Burngup, Dunn Rock, Hatter Hill, Kuender, Lake Biddy, Lake Camm, Lake Grace, North Lake Grace, Lake King, Magenta, Mallee Hill, Mount Madden, Mount Sheridan, Neendaling, Newdegate, East Newdegate, South Newdegate und Valrey. Der Sitz des Shire Councils befindet sich in der Ortschaft Lake Grace, wo etwa 480 Einwohner leben (2021).

## Verwaltung
Der Lake Grace Council hat sieben Mitglieder. Sie werden von allen Bewohnern des Shires gewählt. Lake Grace ist nicht in Bezirke unterteilt. Aus dem Kreis der Councillor rekrutiert sich auch der Vorsitzende des Councils (Shire President).
Die Aufteilung der LGA in Wards (Wahlbezirke) wurde 2017 aufgehoben.